# Deizisau
Deizisau je obec v německé spolkové zemi Bádensko-Württembersko, v zemském okrese Esslingen. Leží na řece Neckar.
V roce 2020 zde žilo 6 906 obyvatel.